# Кадомские татары
Кадомские татары (кадомские служилые татары) — этносословная группа в составе татарского народа, проживавшая в г. Кадом и прилегающей к нему территории (в наст. время северо-восток Рязанской и юго-запад Нижегородской областей). По всей видимости группа сформировалась на основе ордынского населения территории, вошедшей в состав расширяющегося Российского государства. В XV—XVIII вв. относились к служилому сословию. Ни территориально, ни административно не имели отношения к соседнему Касимовском ханству (1452—1681), однако военную службу зачастую проходили совместно с касимовскими татарами. Служба (пограничная) велась, как правило, в теплое время года двумя группами («половинами») по-очереди. В случае военных походов, могли быть призваны одновременно обе «половины». Отдельные лица проходили «административную службу», служа толмачами, писцами, послами.
В нач. XVIII в. указами Петра I, наряду с другими группами служилых татар, отказавшихся креститься, были переведены в сословие государственных крестьян. В результате миграций на восток совместно с другими группами служилых татар образовали субэтнос татарского народа мишарей. К современному татарскому населению региона термин не применяется. Крупный населенный пункт потомков кадомских татар в историческом регионе — с. Азеево.

## Фамилии кадомских мурз
- Аганины (княжеский род)
- князь Дивеевы
- князь Енгалычевы
- князь Мамины
- князь Мансыревы
- князь Токшеиковы
- князь Тугушевы
- Балюковы
- Бахтыгозины
- Бегишевы
- Бигловы
- Богдановы
- Девлет-Кильдеевы
- Енговатовы
- Илышевы
- Крымские
- Маматовы
- Облесимовы
- Сюндюковы
- Уразгилдеевы
- Чермонтеевы

## История
Кадомские татары использовались русскими как переводчики в переговорах с Крымским, Казанским и Астраханским ханствами. Причем эта деятельность стала настолько привычной для кадомских татар, что стала наследственной. И если умирал, попадал в плен или не мог по старости служить один толмач (переводчик), на его место из Кадома выдвигался или просился его родственник. Так, в 1632 году, когда не смог больше выполнять свои обязанности толмач Посольского Приказа Александр Семенов, кадомский татарин Келмеш Алышев попросил взять его на освободившееся место. Несколько позднее толмачом в Посольском приказе служил другой уроженец Кадомского края Кучукай Сакаев.
В конце XVII — начале XVIII вв. кадомские татары переселились на территорию Нижегородской области(нынешние нижегородские татары), и были сосредоточены в 34 татарских поселениях, а также Пензенской области (Вадинский и Спасский районы), Тамбовской области и Мордовии (Торбеевский район). Ныне живут в различных городах Нижегородской области, Москве, Санкт-Петербурге, а также в Канаде, Эстонии и Финляндии.